# لاسي بيترسون
لاسي بيترسون (بالسويدية: Lasse Petterson)‏ هو ممثل سويدي، ولد في 8 أبريل 1935 في السويد.

## وصلات خارجية
- لاسي بيترسون على موقع IMDb (الإنجليزية)
- لاسي بيترسون على موقع ألو سيني (الفرنسية)
- لاسي بيترسون على موقع أول موفي (الإنجليزية)
- لاسي بيترسون على موقع قاعدة بيانات الأفلام السويدية (السويدية)
- لاسي بيترسون على موقع قاعدة بيانات الفيلم (الإنجليزية)
- لاسي بيترسون على موقع كينوبويسك (الروسية)
- لاسي بيترسون على موقع كينوبويسك (الروسية)